# Усманов, Хайрулла Тимербулатович
Хайрулла Тимербулатович Усманов, также Хайрулла Гусманов (тат. Хәйрулла Тимербулат улы Госманов; баш. Хәйрулла Тимербулат улы Ғосманов; 1846—1907) — татарский религиозный и общественный деятель, богослов, ахун, имам-хатиб Первой соборной мечети Уфы.

## Биография
Хайрулла Усманов родился в 1846 году (или же 1848 году) в деревне Ибрай Стерлитамакского уезда Уфимской губернии в семье мишарского муллы, выходца из Нижегородской губернии, поселившегося там после обучения в Бухаре, которая вплоть до середины XIX века оставалась важнейшим очагом образования татар и других мусульманских народов России.
Он обучался сначала в медресе своего отца, а затем в знаменитом медресе «Мачкара» в Заказанье у мударриса Мухлисуллы бин Субханкула. В 1877 году Хайрулла Усманов был избран имамом одной из мечетей города Стерлитамака. В этой должности, занимаясь параллельно преподавательской деятельностью, он состоял около десяти лет. При этом совершил хадж в Мекку.
Уже через год Хайрулла Усманов был переведен из Стерлитамака в Уфу, а в апреле 1888 года — назначен ахуном Первой соборной мечети города Уфы. Сразу же после переезда он, движимый благородной целью просвещения мусульманского юношества, открыл первое в истории Уфы мусульманское учебное заведение, дающее духовное образование, — медресе, которое после его смерти стало называться «Усманией». Медресе находилось в непосредственном ведении Оренбургского магометанского духовного собрания; оно содержалось за счет частных пожертвований, учебно-воспитательным процессом руководил сам имам-хатиб Первой соборной мечети Уфы Хайрулла Усманов.
В конце 1906 года Хайруллу Усманова избрали заседателем (кади) Оренбургского магометанского духовного собрания, а еще через полгода на должности имам-хатиба Первой соборной мечети Уфы и руководителя созданного им медресе его сменил Джигангир Абызгильдин.
Умер в 1907 году.

## Вклад
Основал и возглавлял медресе «Усмания». В 1895 году ввёл новые методы обучения, ученики учились по первой в России татаро-башкирской азбуке — «Әлифба» («Букварь»). Автор учебников по арабскому языку. В Египте на арабском языке была опубликована его книга «Сабул ас-салям» («Пути мира»).